# Ngunya Wambui
Ngunya Wambui es una deportista keniana que compitió en taekwondo. Ganó una medalla de oro en el Campeonato Africano de Taekwondo de 1996, en la categoría de –65 kg.

## Palmarés internacional
| Campeonato Africano | Campeonato Africano       | Campeonato Africano | Campeonato Africano |
| Año                 | Lugar                     | Medalla             | Categoría           |
| ------------------- | ------------------------- | ------------------- | ------------------- |
| 1996                | Johannesburgo (Sudáfrica) | Medalla de oro      | –65 kg              |